# Suburra: Sangue em Roma
Suburra: Sangue em Roma é uma série de televisão italiana do 2017 inspirada ao homônimo romance de Giancarlo De Cataldo e Carlo Bonini. 
A série é a primeira produção italiana da Netflix. A primeira temporada de 10 episódios foi desenvolvida por Michele Placido, Andrea Malaioli e Giuseppe Capotondi e estreou em 6 de outubro de 2017 em Netflix, enquanto em 2018 vai ser transmitida no canal de televisão estatal italiano Rai 2.

## Sinopse
A série apresenta as historias entrelaçadas de varios políticos, criminosos e tambem pessoas comuns que são envolvidos na vida criminosa da capital italiana, Roma.
Os eventos narrados na série são liberamente inspirados na investigação de Mafia Capitale, através da qual foram reveladas as conexões entre a vida política romana e diversas associações criminosas.
O cenário da série é Roma em 2008: depois do anúncio da demissão do prefeito, um criminal conhecido como Samurai tem apenas 21 dias para terminar a compra de alguns terrenos pertos da costa de Ostia. Essas terras são de interesse para as máfias do sul da Itália, que querem construir um porto para ser utilizado para o tráfico de drogas e começar uma atividade de vendas próprias.